# Marie Leblanc
Pour les articles homonymes, voir Leblanc.
Marie Leblanc, née en 1867 et morte le 14 août 1915 à Port-Louis, est une femme de lettres mauricienne, plus connue pour ses activités d'éditrice de revues littéraires, de rédactrice en chef, de romancière et de traductrice.

## Biographie
Avec La Vie et le Rêve en 1890, Marie Leblanc devient la première femme à publier un recueil de nouvelles à l'Ile Maurice,. La même année, elle fonde la revue La Semaine littéraire de l’île Maurice dont la publication est interrompue par un cyclone en 1892. Au cours des années suivantes, elle fonde plus d'une douzaine de revues périodiques ou saisonnières comme Le Soleil de juillet paraissant tous les 14 juillet de 1891 à 1915, La Nouvelle Revue historique et littéraire un hebdomadaire paraissant de 1897 à 1904, Les Roses de Noël paraissant chaque année à l'occasion de Noël de 1892 à 1914 ou encore Port-Louis mondain un saisonnier dédié aux opéras et aux opérettes de 1897 à 1908,,. Ces revues rédigées en français en pleine colonisation britannique permettent à Marie Leblanc de promouvoir la littérature francophone tout en intégrant l'élite mauricienne au paysage culturel anglo-saxon,.
Afin d'assurer ce lien entre la culture anglophone et la culture francophone, Marie Leblanc traduit deux romans et plusieurs nouvelles de l'anglais vers le français. Elle publie également plusieurs revues à parution unique en édition bilingue français-anglais telles que Victoria Review en hommage à la Reine Victoria en 1897, Le Couronnement en 1902 et 1911 pour célébrer l'accession au trône d'Edouard VII d'Angleterre puis de George V ou encore L'Entente cordiale en 1903. Les revues Rex Imperator et The Empire Day sont de même consacrées à l'Angleterre,,.
Les contes et nouvelles écrits par Marie Leblanc mettent en scène des femmes évoluant dans un décor européen, probablement en France ou en Angleterre. Le récit est centré autour d'une intrigue plutôt sentimentale et morale, avec certainement pour cible un public composé majoritairement de femmes de la communauté blanche. Plusieurs auteurs lui prêtent des positions féministes pour l'époque et le pays,,. En dehors de ses écrits fictionnels, elle publie six biographies de personnalités mauriciennes contemporaines ainsi qu'une monographie du cyclone de 1892,,.
Marie Leblanc s'est également illustrée par sa forte présence dans les cercles littéraires mauriciens. Selon le chercheur Robert Furlong, son rôle a été essentiel dans le développement de la littérature mauricienne. Elle collabore avec les auteurs les plus réputés du pays tels que Charles Baissac, Léoville L'Homme, Alphonse Gaud, Raoul Ollivry ou encore Savinien Mérédac,. La diversité des textes publiés dans ses revues permet également à plusieurs femmes auteurs de diffuser leurs écrits. L'organisation de concerts et de semaines littéraires font partie des activités culturelles complémentaires de Marie Leblanc.
Le 13 août 1915, Marie Leblanc prépare à manger dans son appartement du 5 rue du Vieux Conseil à Port-Louis, occupé aujourd'hui par le Musée de la photographie. Son réchaud à pétrole explose, mettant le feu à la pièce. Grièvement blessée, la femme de lettres est transportée à l'hôpital civil où elle décède de ses brûlures,. Le 21 septembre 2012, la mairie de Port-Louis a fait poser une plaque commémorative en son honneur sur le Musée de la photographie,.
La vie de Marie Leblanc demeure mal connue des historiens. Ceux-ci ont pu déterminer qu'elle n'était pas mariée mais ils ignorent si elle appartenait à la communauté blanche de l'Ile Maurice ou à la bourgeoisie métissée, aucune photographie d'elle n'ayant survécu. Elle avait une sœur infirme, Julia, morte en 1918, et possiblement un frère, Eugène Gabriel, mort en 1879 à l'âge de 32 ans.